# ウァレリウス法
ウァレリウス法 (ラテン語: Lex Valeria de provocatione) は、共和政ローマ樹立直後の紀元前509年、プブリウス・ウァレリウス・プブリコラによって制定されたローマ法の一つで、ここでは主に重罪を宣告された被告人が現代で言うところの控訴を行う権利を定めたものについて述べる。リウィウスによると、この法は三度制定され、その全てがウァレリウス氏族によって成されたという。

## 背景
王政ローマ最後の王、タルクィニウス・スペルブス (傲慢王) は、度重なる遠征と建設事業によってローマ市民を酷使し苦しめていた。王子による不貞行為がきっかけとなり、紀元前509年にルキウス・ユニウス・ブルトゥスやプブリコラらが主導して王族を追放、共和政を樹立したが、人々が旧王家を憎むこと甚だしく、初代執政官ルキウス・タルクィニウス・コッラティヌスはただ名前が王と同じという理由だけで辞任させられていた。
復位を狙う王の軍勢を退けた際にブルトゥスが戦死し、プブリコラがただ一人の執政官となると、今度は彼が王位を狙っているのではないかと疑われた。プブリコラは民衆を集めて無実を訴え、王になろうと計画した者はその身と財産を神に捧げる法や、死刑判決を受けた被告が、人々に対して不服申立てをする権利 (Provocatio ad populum) を定めたという。
紀元前485年には、3度も執政官を務めたスプリウス・カッシウス・ウェケッリヌスが、王位を狙ったとして処刑されている。

## 概要
プロウォカティオ (Provocatio) とは、人民提訴、上訴とも訳され、国家反逆罪等の重大犯罪に対して死刑等の厳罰の判決が下された場合、被告人は民会や民衆にその判決の賛否を諮る事が出来る権利である。
リウィウスに従えば、プロウォカティオが行われたのは王政ローマ三代目の王の治世下で、アルバ・ロンガとの決闘に勝利して英雄となったホラティウス三兄弟が、憤怒のあまり姉妹を手にかけた時、その罪を自ら裁く事を避けた王が、死刑を逃れたければ市民にプロウォカティオするよう定め、その結果市民は無罪としたという。
また、リウィウスに拠れば、プロウォカティオが出来るのはローマから1マイル以内であり、独裁官に対しては行えなかったという。

### 同時に成立した法
プルタルコスはこの時同時に成立した法の内容について、若干詳しく記録してくれている。彼に拠ると、
- プロウォカティオ
- 民衆の承認なく官職に就いた者を死罪とする
- 税の撤廃
- 執政官の命令に違反した場合の罰則[注釈 3]
- 証拠が有れば王位を狙う者を殺しても罪に問われない
- サトゥルヌス神殿を国庫とし、それを管理する二人のクァエストルを民衆が選出する

### 反逆罪の適用
尚、ウァレリウス法成立後に行われたカッシウスの裁判について、詳細はわからないものの、一説によればクァエストルによって反逆罪に問われ、民衆によって有罪判決を受け、屋敷も取り壊されたという。
カッシウスより後に恐らくウァレリウス法違反に問われ死刑に処されたマルクス・マンリウス・カピトリヌスの例では、リウィウスはもう少し詳細に経緯を書き残してくれている。マンリウスは護民官によって告発され、通例であれば被告と共に喪服を着て同行する親しい氏族はおらず、自らの救った人々を多数証人として呼び、自らが弁護の演説を行い、そしてカンプス・マルティウスでケントゥリア民会の投票が行われ (実際には延期され別の場所で再投票が行われたが)、有罪とされタルペーイアの岩から突き落とされ処刑されたという。

## 改定
最初の改定は紀元前449年、当時の執政官ルキウス・ウァレリウス・ポティトゥスとマルクス・ホラティウス・バルバトゥスの提出したウァレリウス・ホラティウス法の一部としてであった。
二度目の改定は紀元前300年の執政官マルクス・ウァレリウス・コルウスによって提出された。
改定の度に、死刑といった極刑から鞭打ちや重罰金などにもその権利が広げられていった。

## 後世の検証
リウィウスの記述が全面的に正しいかは定かでなく、ポプリコラ自体もほとんど伝説上の人物である。そのため、研究家の中には、プロウォカティオは確かに存在しただろうが、その確実な法的根拠は三回目の制定である紀元前300年の法に拠るとする者もいる。
更にプロウォカティオの権利は、判決を下した執政官がその控訴を取り上げなかったとしても罰則はなく、その名誉を失うだけだという。モムゼンはこのウァレリウス法を、執政官が継承した強大な王権を制限する一環であろうとし、必ずしも従う必要がない事は、その王権の削減が法的に難しい事の現れであろうとしている。
紀元前300年前後はプレブスの身分闘争が激化していた時期でもあり、同時期にプレブスの神官職就任を認めたオグルニウス法なども成立している。そのため、このプロウォカティオもパトリキによる一方的な重罪判決を防ぐ事を狙いとした身分闘争の一環であり、正当性を強調するためにその起源を神話の時代にまで付け加えていった可能性もあるだろう。